# Citharodica leparga
Citharodica leparga är en fjärilsart som beskrevs av Turner 1917. Citharodica leparga ingår i släktet Citharodica och familjen plattmalar. Inga underarter finns listade i Catalogue of Life.